# Глубокинский район
Глубокинский район — административно-территориальная единица в составе Ростовской области РСФСР, существовавшая в 1934—1963 годах. Административный центр — посёлок Глубокий.

## История
В 1934—1937 годах район входил в Северо-Донской округ в составе Азово-Черноморского края.
13 сентября 1937 года Глубокинский район (с центром в посёлке Глубокая) вошёл в состав Ростовской области.
Указом Президиума Верховного Совета СССР от 6 января 1954 года из Ростовской области была выделена Каменская область (с центром в г. Каменск-Шахтинский). Территория Глубокинского района вошла в состав Каменской области.
В соответствии с Указом Президиума Верховного Совета РСФСР от 19 ноября 1957 года Каменская область упраздняется. Глубокинский район обратно входит в состав Ростовской области.
В 1963 году Глубокинский район был упразднён. Его территория вошла в Каменский район Ростовской области.